# Station Londerzeel-Oost
Station Londerzeel-Oost is een voormalige spoorweghalte langs spoorlijn 53 (Schellebelle - Leuven) en de voormalige spoorlijn 61 (Mortsel/Kontich - Aalst) in de gemeente Londerzeel.
Het station is gelegen aan de Bergboslaan, waar zich ook een oprit van de A12 richting Antwerpen bevindt. In 1956 reden er enkel nog treinen van spoorlijn 53 door het station, dus is het station gesloten en enkel het station Londerzeel-West (momenteel station Londerzeel) is opengebleven.
Het stationsgebouw is bewoond door particulieren, al hangt er wel nog steeds het oude bord "Londerzeel-Oost/Est".
0,0: Schellebelle ·
2,8: Wichelen ·
5,8: Schoonaarde ·
9,7: Oudegem ·
12,5: Dendermonde ·
16,2: Baasrode-Zuid ·
18,2: Koude Haard ·
19,6: Buggenhout ·
21,6: Malderen ·
23,3: Molenheide ·
26,4: Londerzeel ·
28,2: Londerzeel-Oost ·
29,0: Ramsdonk ·
31,0: Kapelle-op-den-Bos ·
34,9: Heike ·
36,6: Hombeek ·
38,8: Brusselsesteenweg ·
39,6: Mechelen ·
42,6: Muizen ·
44,5: Hever ·
46,2: Biststraat ·
48,1: Boortmeerbeek ·
51,4: Haacht ·
52,5: Wespelaar-Heike ·
53,4: Wespelaar-Tildonk ·
55,8: Hambos ·
58,3: Wakkerzeelsesteenweg ·
59,4: Wijgmaal ·
64,1: Leuven
0,0: Kontich ·
2,0: Edegem ·
3,8: Kontich-Dorp ·
8,8: Reet ·
12,1: Boom-Krekelenberg ·
14,0: Boom ·
18,5: Willebroek ·
21,7: Tisselt-West ·
26,1: Londerzeel-Oost ·
27,5: Londerzeel ·
30,7: Steenhuffel ·
34,2: Peizegem ·
37,4: Opwijk ·
40,3: Nijverseel ·
41,8: Baardegem ·
44,2: Moorsel ·
46,2: Mijlbeke ·
49,3: Aalst